# Impatiens gordonii
Impatiens gordonii är en balsaminväxtart som beskrevs av John Horne. Impatiens gordonii ingår i släktet balsaminer, och familjen balsaminväxter. Inga underarter finns listade i Catalogue of Life.